# Brachyglottis hectori
Brachyglottis hectori là một loài thực vật có hoa trong họ Cúc. Loài này được (Buchanan) B.Nord. mô tả khoa học đầu tiên năm 1978.